# Strychnos spinosa
 (octobre 2023).
Si vous disposez d'ouvrages ou d'articles de référence ou si vous connaissez des sites web de qualité traitant du thème abordé ici, merci de compléter l'article en donnant les références utiles à sa vérifiabilité et en les liant à la section « Notes et références ».
Espèce
Classification APG II (2003)
L'Oranger du Natal (Strychnos spinosa) est un petit arbre épineux de la famille des Loganiaceae.

## Description
C'est un arbre aux feuilles opposées, ovales, pointues à leur extrémité, aux fleurs blanches en corymbe. Il produit des fruits verts puis jaune-orangé à maturité connus sous le nom d'oranges de singe (en anglais monkey orange) ou d'oranges du Natal (Natal orange). Ces fruits ont une coque (exocarpe) très dure, ils contiennent au milieu d'une pulpe comestible de nombreuses graines plates brun foncé qui renferment de la strychnine et d'autres alcaloïdes.

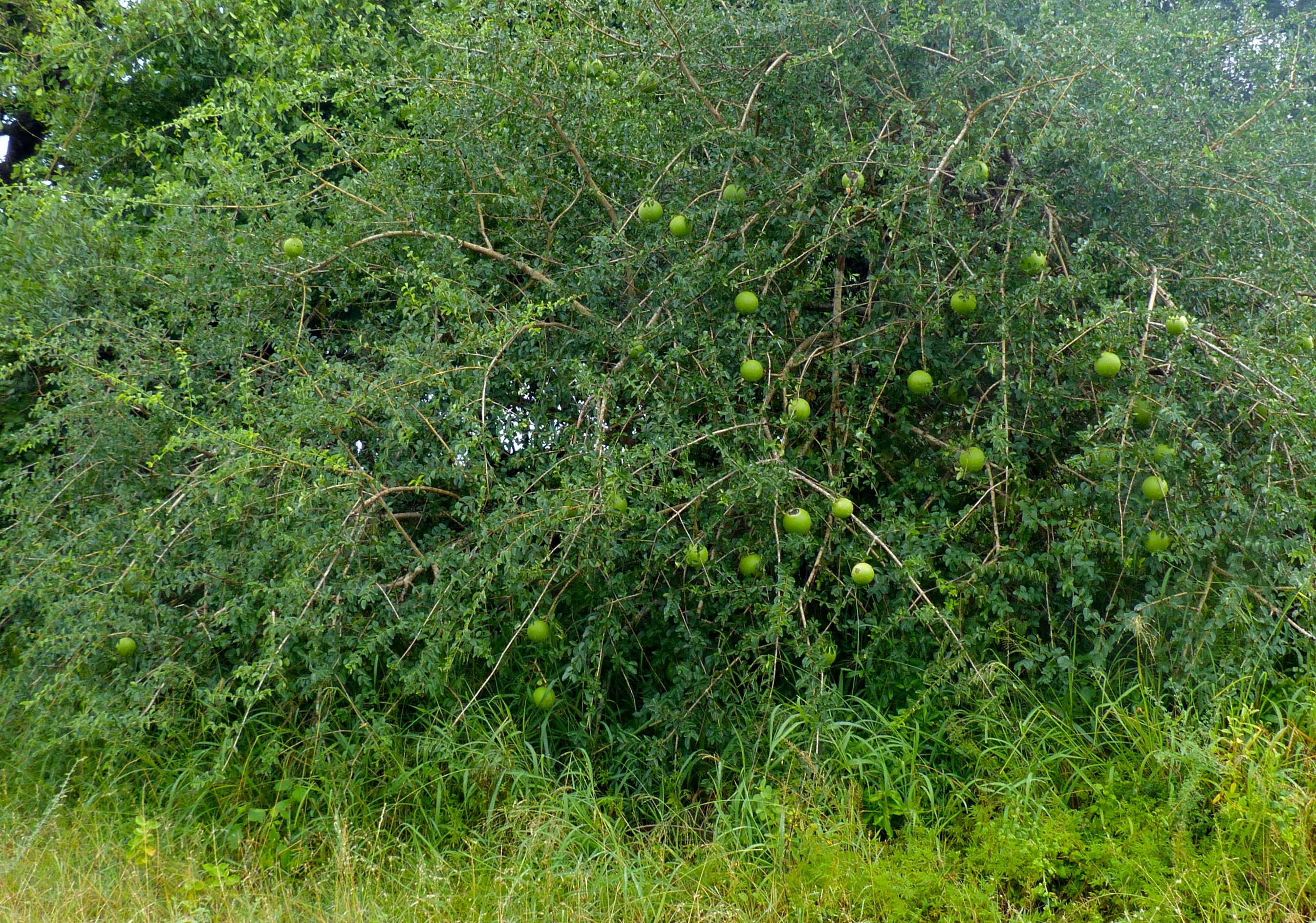
Arbuste
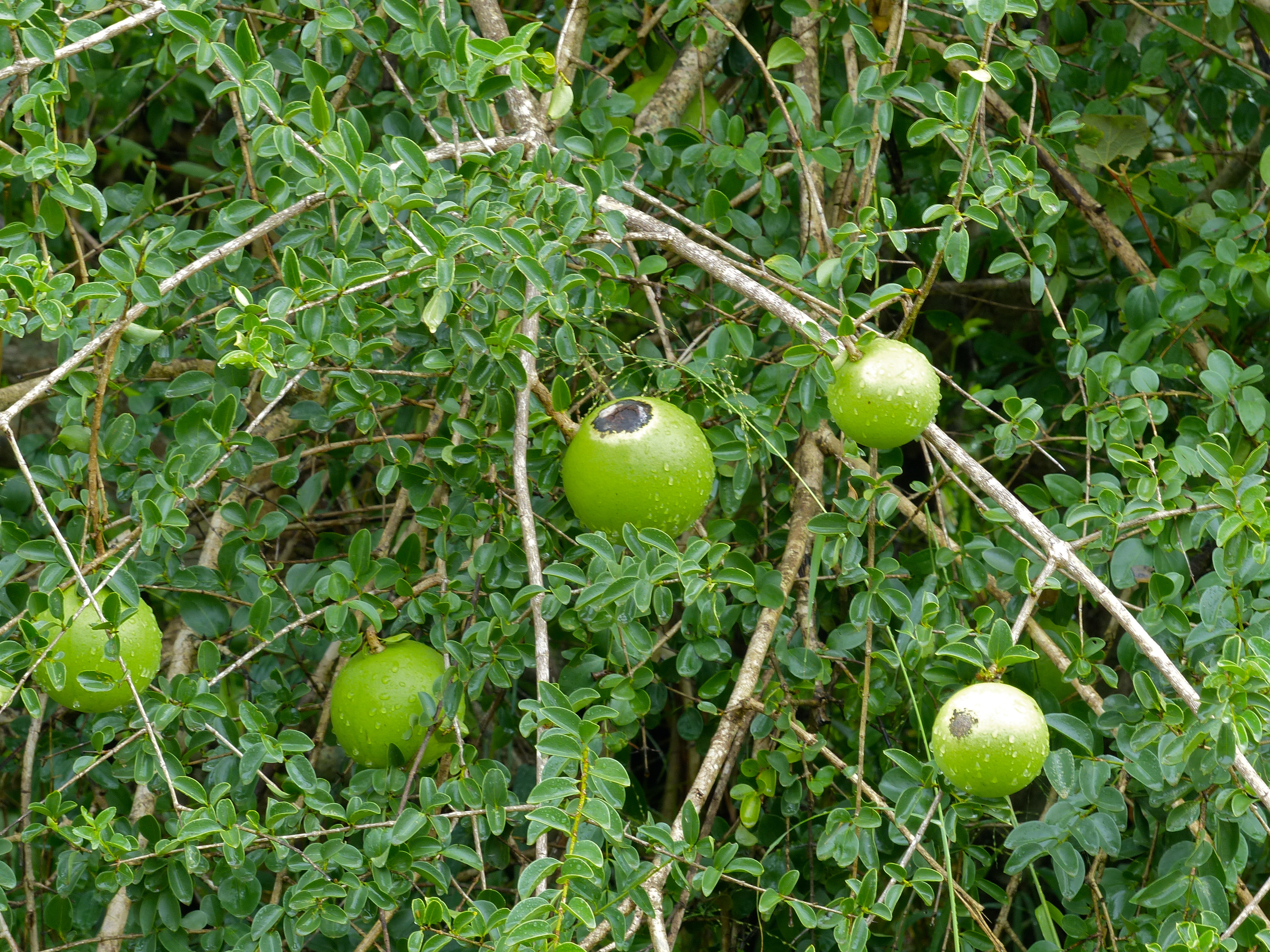
Fruits
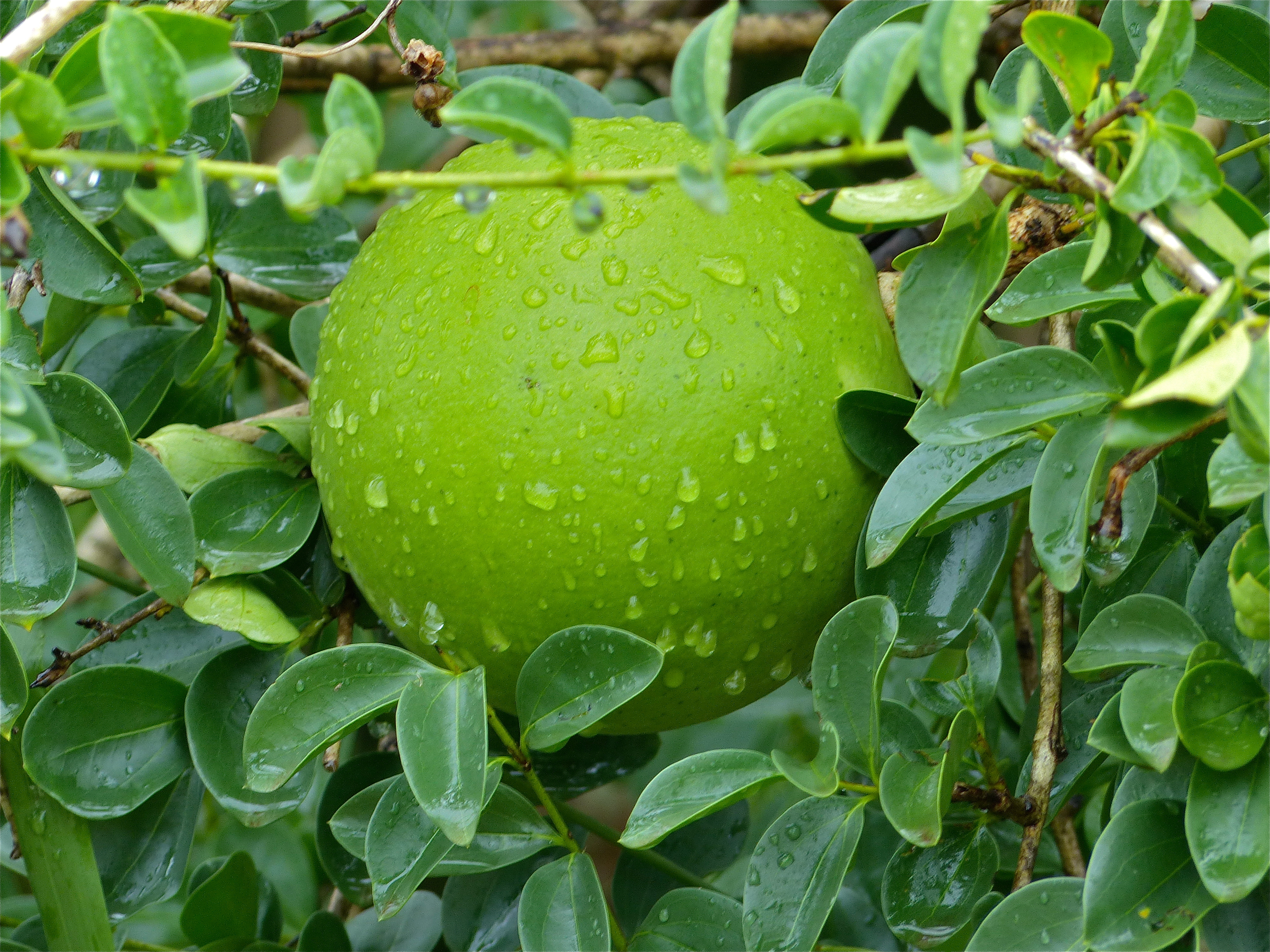
Fruit vert

## Reproduction
La dissémination de ses graines est facilitée par les éléphants, celles-ci étant capables de germer dans les excréments d'éléphant.

## Utilisation
En Afrique de l'est différentes ressources sont tirées de cette plante :
- les jeunes feuilles sont bouillies et consommées avec du beurre de karité chez les Gourounsi du centre ouest du Burkina Faso.
- La pulpe peut être séchée et conservée.
- L'écorce et les racines sont utilisées en médecine traditionnelle contre le mal de ventre.
- Les fruits mûrs, ouverts, servent d'appâts aux chasseurs pour attirer les potamochères.

La commercialisation des fruits de cet arbre originaire d'Afrique et de Madagascar et adapté aux régions arides est, au-delà de leurs utilisations traditionnelles, étudiée en Israël.

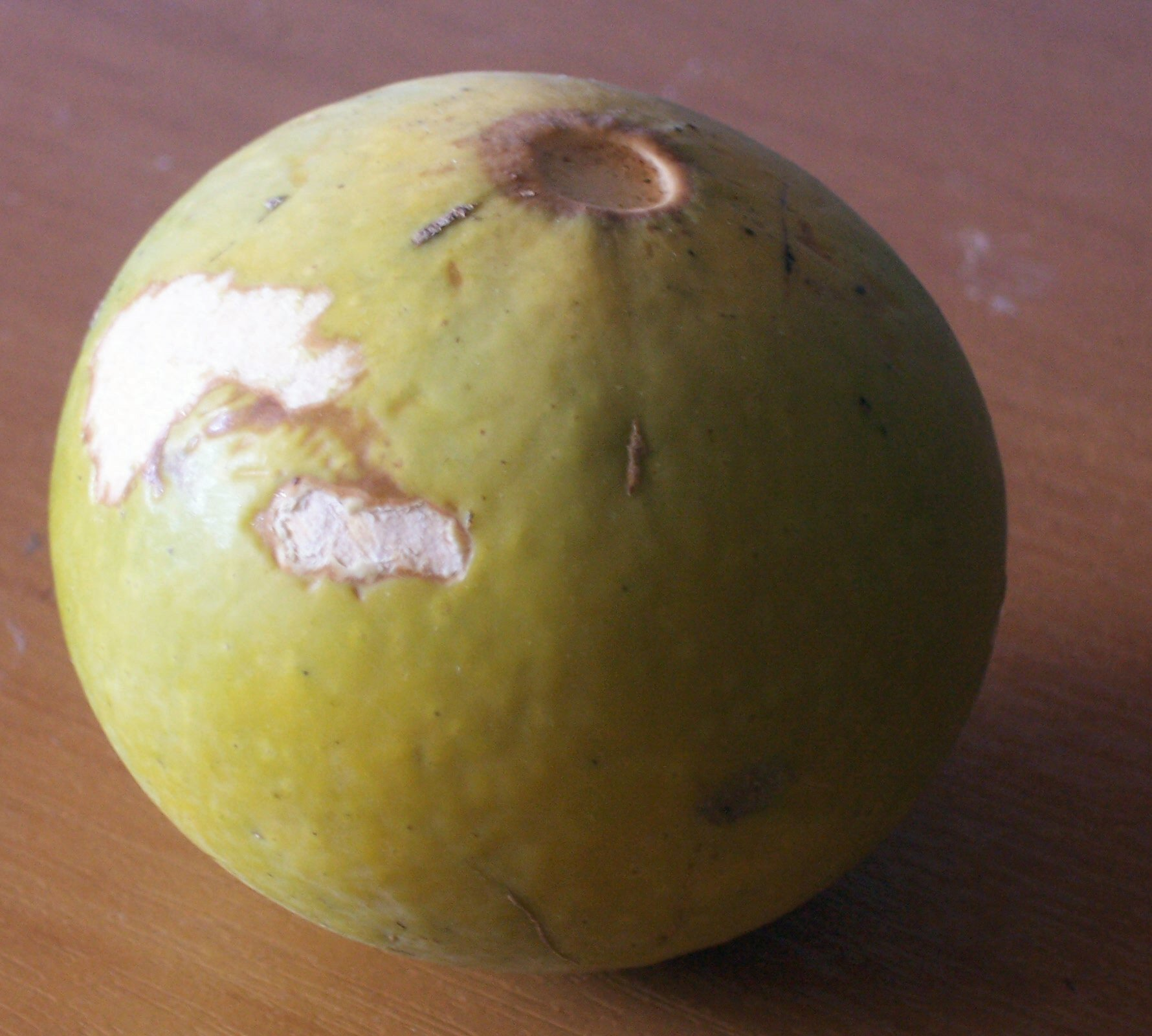
Fruit